# (3055) Annapavlova
(3055) Annapavlova (1978 TR3; 1976 GW; 1978 RL5; 1982 UU3) ist ein ungefähr neun Kilometer großer Asteroid des mittleren Hauptgürtels, der am 4. Oktober 1978 von der russischen (damals: Sowjetunion) Astronomin Tamara Michailowna Smirnowa am Krim-Observatorium (Zweigstelle Nautschnyj) auf der Halbinsel Krim (IAU-Code 095) entdeckt wurde. Er gehört zur Maria-Familie, einer Gruppe von Asteroiden, die nach (170) Maria benannt ist.

## Benennung
(3055) Annapavlova wurde nach der russischen (Russisches Kaiserreich/Provisorische Regierung/Russische Sozialistische Föderative Sowjetrepublik) und sowjetischen Meistertänzerin des klassischen Balletts Anna Pawlowna Pawlowa (1881–1931) benannt.